# Suka Harja
Suka Harja is een bestuurslaag in het regentschap Tangerang van de provincie Banten, Indonesië. Suka Harja telt 14.529 inwoners (volkstelling 2010).